# Делла Роббиа, Лука
Лука́ ди Симоне ди Марко делла Ро́ббиа (итал. Luca di Simone di Marco della Robbia; июль 1399, Флоренция — 10 февраля 1482, Флоренция) — флорентийский скульптор, ювелир и мастер-керамист периода кватроченто, которого историограф Джорджо Вазари назвал изобретателем глазурованной расписной керамики — майолики. Исторические данные и более ранние образцы опровергают это утверждение, но произведения семейной мастерской Луки, его племянника Андреа и сына Андреа — Джованни делла Роббиа во Флоренции сыграли важную роль в архитектуре, скульптуре и искусстве цветного глазурованного керамического рельефа тосканского Возрождения. Современник выдающихся скульпторов этой эпохи, таких как Донателло и Лоренцо Гиберти, Лука делла Роббиа смог по-своему воплотить новую эстетику ренессансного искусства в полихромной глазурованной керамике, хорошо сочетающейся с архитектурой. Блестящая глазурь и яркие краски эффектно сверкают под лучами итальянского солнца, выгодно контрастируя с серым и охристо-коричневатым камнем. Выступающие части рельефа обычно оставляли белыми, а фон делали матово-голубым. Отдельные части расписывали жёлтой, зелёной и фиолетовой красками.

## Семья мастеров делла Роббиа
Родоначальником семьи был Симоне ди Марко (1343—1435/38), владелец нескольких домов и земель в сельской местности. Своё богатство он накопил благодаря торговле тканями и, вероятно, их окраской в ярко-красный цвет с использованием молотого корня марены (rubia tintorum), от которого семейство и получило свою фамилию: «Robbia». Семья была хорошо известна во Флоренции. Микеле ди Ванни и Лапо ди Микеле, соответственно брат и дядя отца Симоне, Марко ди Ванни, в 1320 году записались в цех аптекарей, а Филиппо и Якопо, а также Марко и Джованни, торговали шерстью. Джованни ди Симоне в 1422 году был канцлером Флорентийской Синьории и признанным нотариусом, и только Марко продолжил деятельность своего отца, управляя «мастерской искусства шерсти» (bottega de l’Arte della Lana).
Лука ди Симоне ди Марко был первым из наиболее известных представителей скульпторов-декораторов и мастеров керамистов эпохи итальянского Возрождения флорентийской школы. Его племянник Андреа делла Роббиа (1435—1525) после смерти Луки, своего дяди и приёмного отца, в 1482 году возглавил семейную мастерскую. Из семерых сыновей Андреа пятеро стали скульпторами третьего поколения, причём Джироламо делла Роббиа (1488—1566) переехал во Францию и на протяжении двадцати шести лет служил придворным скульптором короля Франциска I, с 1559 года работал в Фонтенбло, принимал участие в создании гробниц Франциска II и Екатерины Медичи. Джованни делла Роббиа (1469—1529) сменил престарелого отца во главе семейной мастерской во Флоренции.

## Биография Луки делла Роббиа
Лука родился между июлем 1399 и июлем 1400 года во Флоренции и был третьим сыном Симоне Марко ди Ванни в доме на улице Виа дель Ориуоло, примыкающем к Оспедале ди Санта-Мария-Нуова. Дом должен был быть достаточно большим, чтобы в нём могли разместиться семьи двух дядей Луки, Филиппо и Якопо. Симоне, отец Луки, арендовал его и более комфортабельное здание в том же районе города.
В очень юном возрасте отец направил сына учиться ювелирному делу у Леонардо ди сер Джованни, где он с пользой для себя занялся искусством рисования и лепки из воска. В то время будущие художники обычно начинали свое ученичество у ювелиров. В 1414 году Лука поступил в мастерскую Нанни ди Банко, помогая ему в работах по оформлению дверей Флорентийского собора. В следующем году Лука совершил поездку с Никколо Ламберти и Бернардо Чуффаньи в Венецию, где он познакомился с искусством работы со стеклом, мозаикой и терракотой.
После смерти Нанни ди Банко в 1421 году он переехал в мастерскую Донателло, где подружился с архитектором Ф. Брунеллески. 1 сентября 1432 года Лука делла Роббиа вступил в Гильдию мастеров по камню и дереву, став, таким образом, полноправным скульптором.
Мы ничего не знаем об обучении скульптуре Луки делла Роббиа, которое, возможно, проходило под руководством Лоренцо Гиберти или Якопо делла Кверча, и даже его юношеские работы трудно идентифицировать, прежде всего потому, что Лука придерживался единого стиля на протяжении всей своей жизни. В 1427 году Лука делла Роббиа упоминается в качестве сотрудника Гиберти при работе над рельефами Восточных врат Флорентийского баптистерия (1425—1452).
Вначале он работал с мрамором. В 1431 году он выполнил из мрамора рельефы певческой трибуны — кантории собора Санта-Мария-дель-Фьоре, получившие широкую известность во Флоренции (рельефы второй кантории с изображением резвящихся путти создал Донателло). В канторию, сделанную из мрамора наподобие балкона, вставлены шесть панелей, и ещё четыре — между полками. Они украшены резными барельефами, шаг за шагом изображающими 150-й псалом (текст которого прописными литерами написан на полосах обрамлений): танцующие, играющие на музыкальных инструментах и поющие путти изображены со сдержанной классической красотой. На примере скульптурной группы «Встреча Марии с Елизаветой» из Пистойи можно видеть, что мраморным скульптурам Луки был не чужд и напряжённый драматизм.
Принято считать, что именно Лука делла Роббиа при работе над люнетами флорентийского собора изобрёл кроющую белую (опаковую) глазурь особого состава (на основе окиси олова). На самом деле эта технология формировалась постепенно на протяжении многих лет разными мастерами. Но приписывание этой характерной техники именно Луке говорит о его популярности и авторитете. Впоследствии Лука делла Роббиа украсил глазурованными люнетами (как правило, с изображением Мадонны) многие храмы во Флоренции и за её пределами, включая Капеллу Пацци архитектора Ф. Брунеллески, Капеллу Распятия в храме Сан-Миниато-аль-Монте и церковь святого Доминика в Урбино.
Лука изготавливал рельефные табернакли, алтари с образами Мадонны и Младенца, надгробия. Выступающие части он, как правило, оставлял белыми, а фон делал матово-голубым, иногда добавляя жёлтую и фиолетовую (также опаковые) глазури. Палитра красок по тем временам ещё была ограниченной. Однако именно такой колорит «как нельзя лучше отвечал общему характеру инкрустационного стиля ранней флорентийской архитектуры… Под влиянием Луки даже такой известный скульптор как Донателло стал использовать сочетания разноцветного мрамора, терракоту и цветные глазури».
В XVI веке мастерская делла Роббиа продолжала развивать технику цветной майолики, которая стала успешно применяться как к круглой пластике, так и к рельефам.
У прерафаэлитов XIX века популярность произведений делла Роббиа была так велика, что в английском Биркенхеде в 1894 году заработала мануфактура, специализировавшаяся на выпуске керамики «под делла Роббиа». В эти же годы продукции мастерской делла Роббиа успешно подражал Улисс Кантагалли.

## Галерея

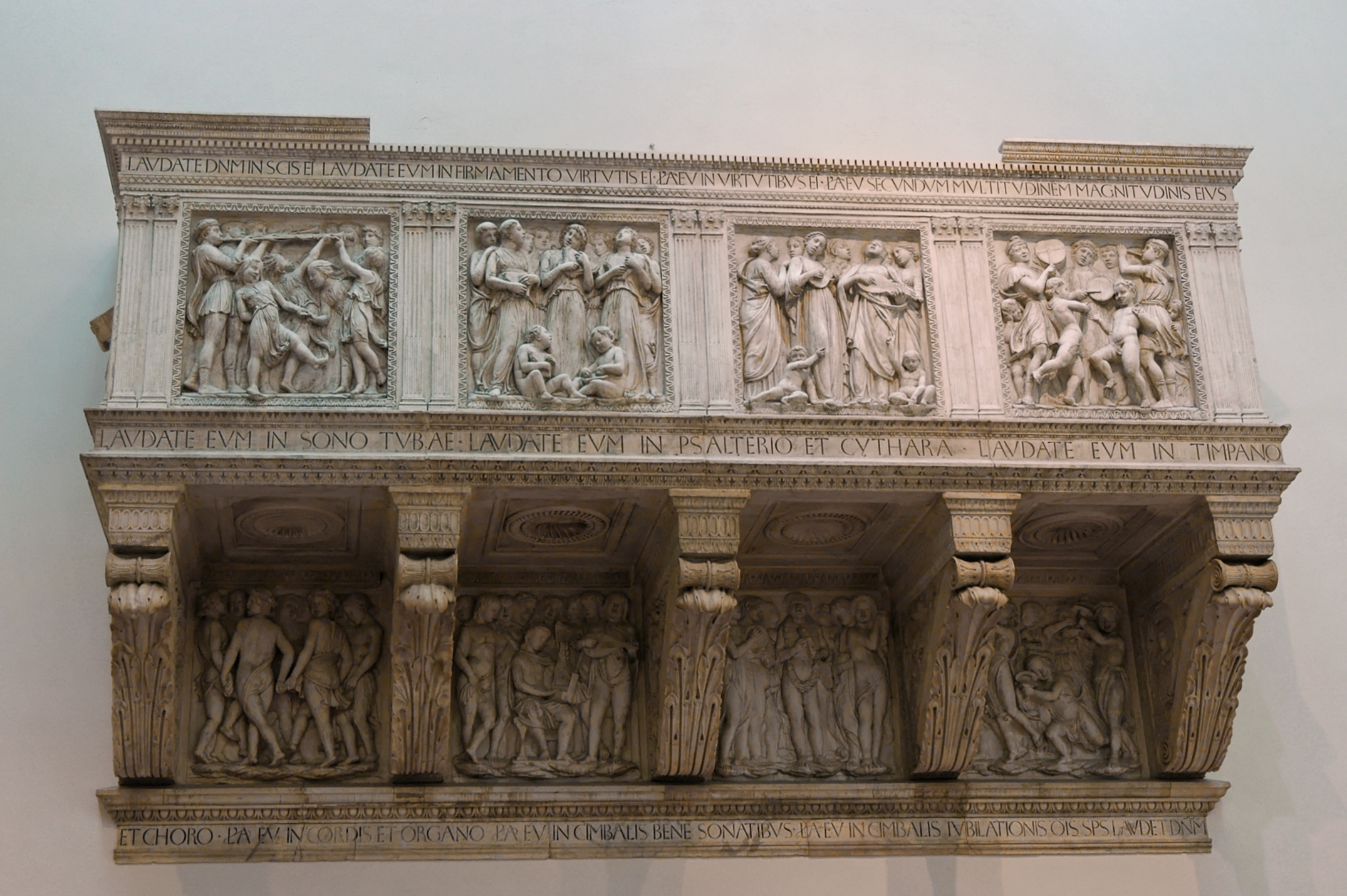
Кантория Флорентийского собора. 1431. Мрамор. Музей произведений искусства собора, Флоренция
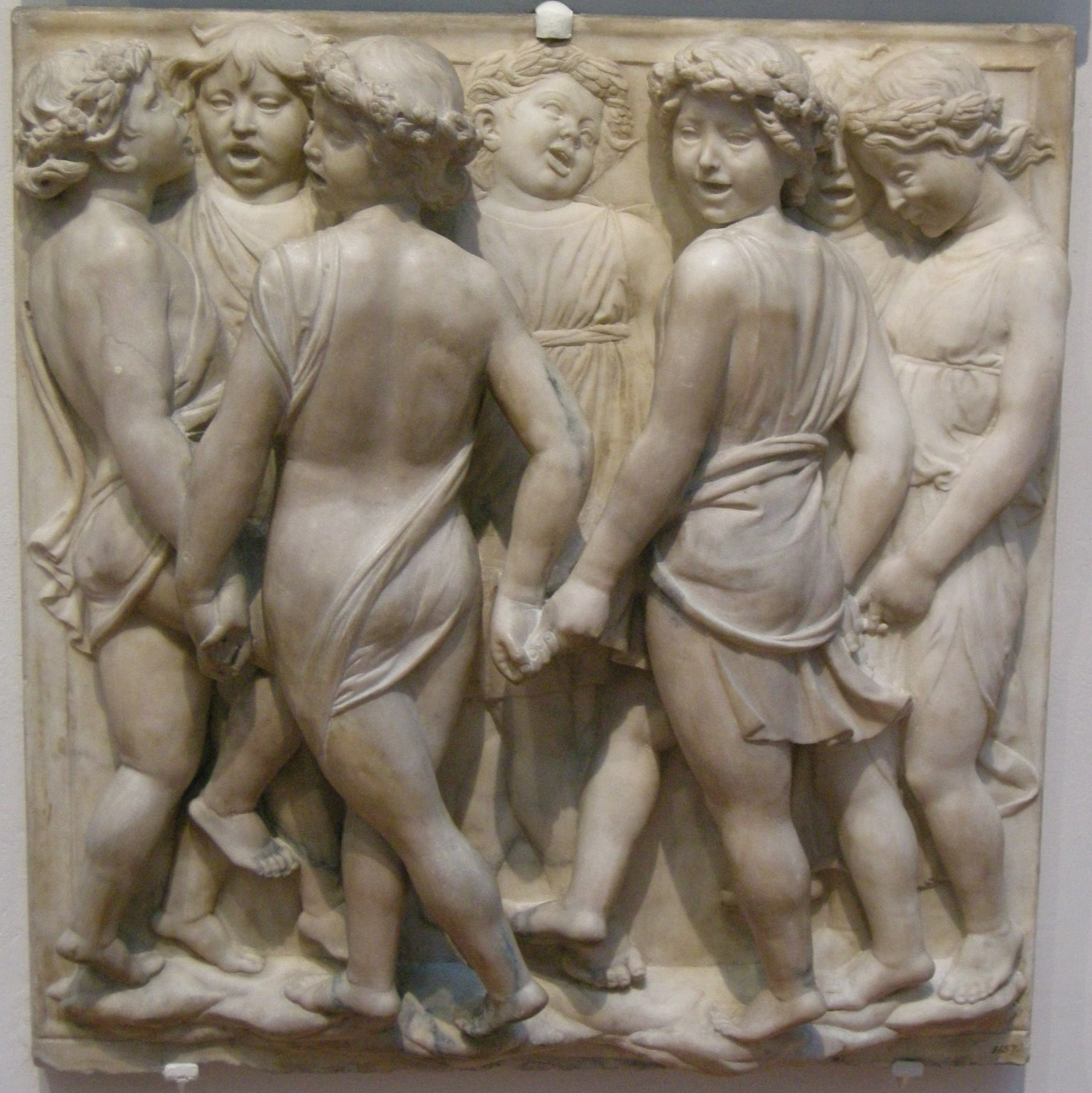
Рельеф кантории
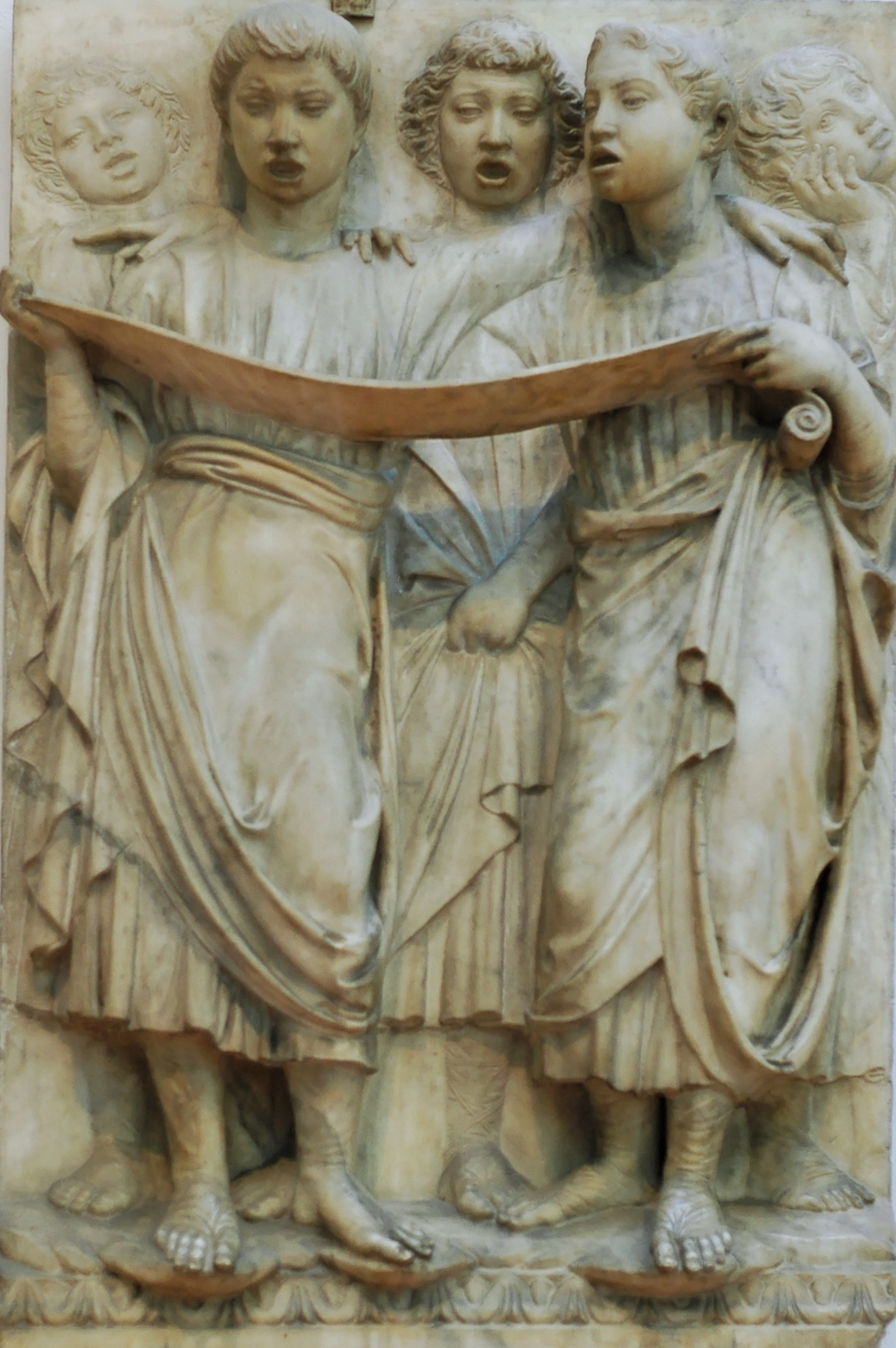
Рельеф кантории
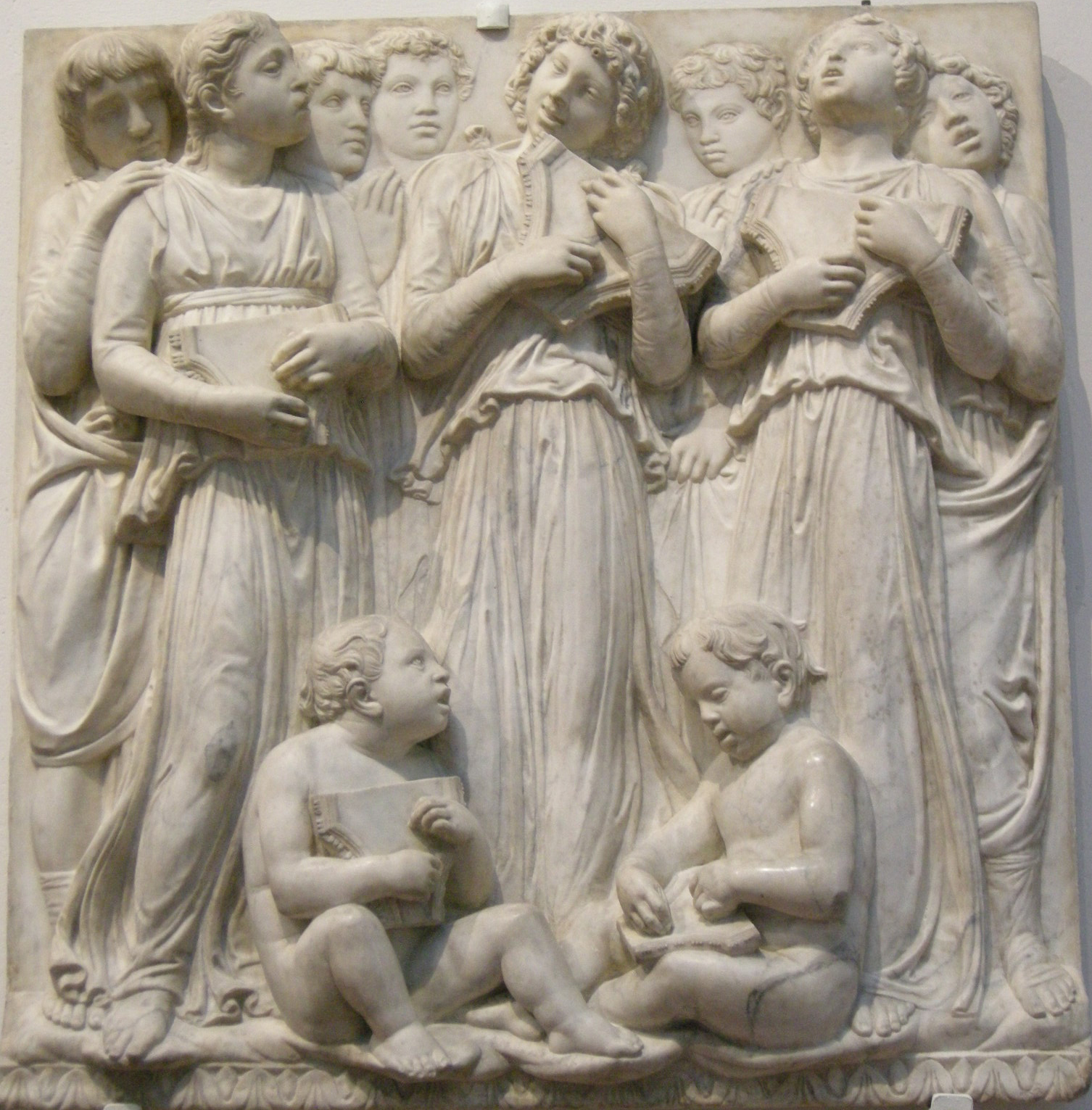
Рельеф кантории
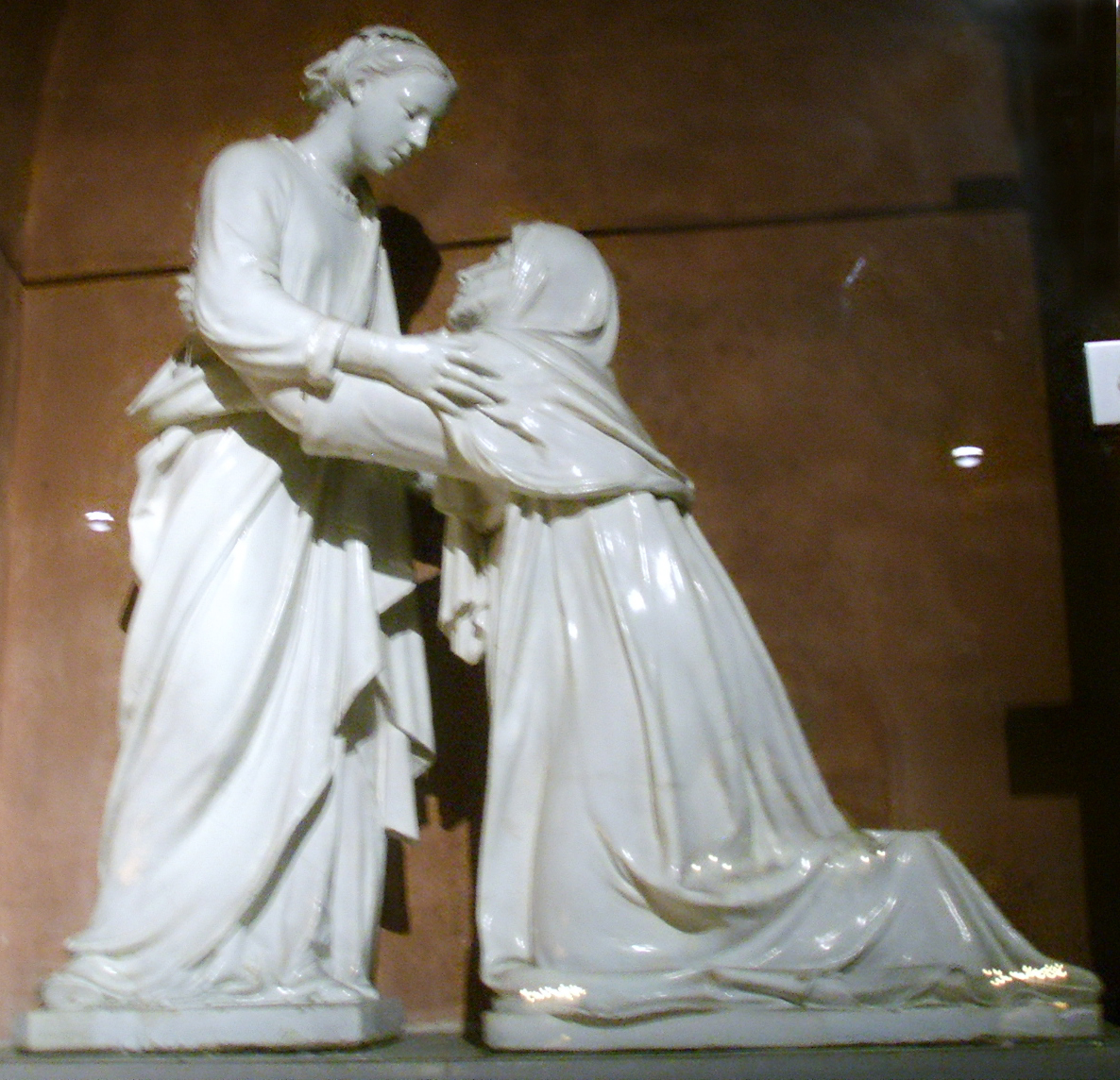
Встреча Марии с Елизаветой. Ок. 1445. Майолика. Пистоя
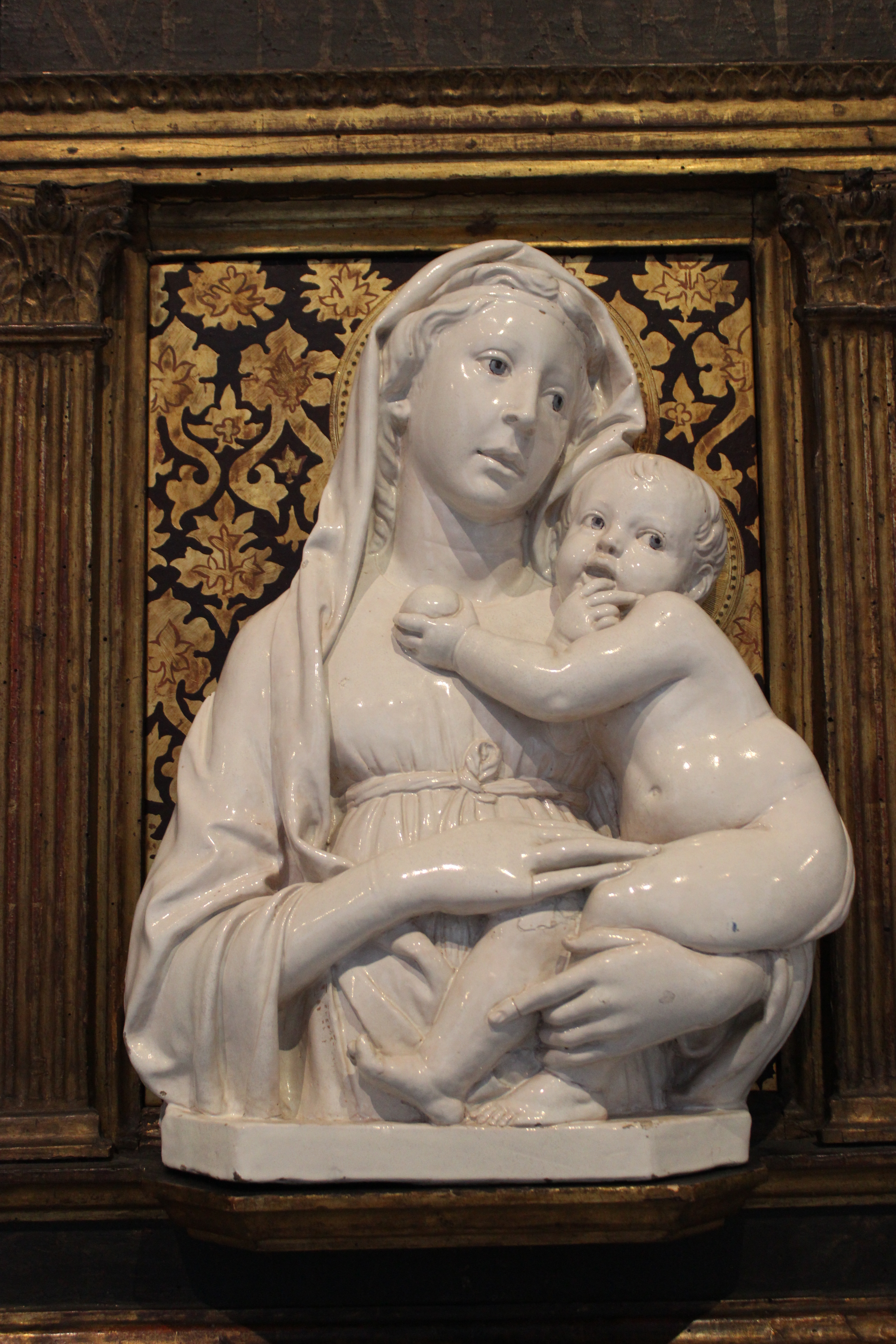
Мадонна с Младенцем. Музей Боде, Берлин
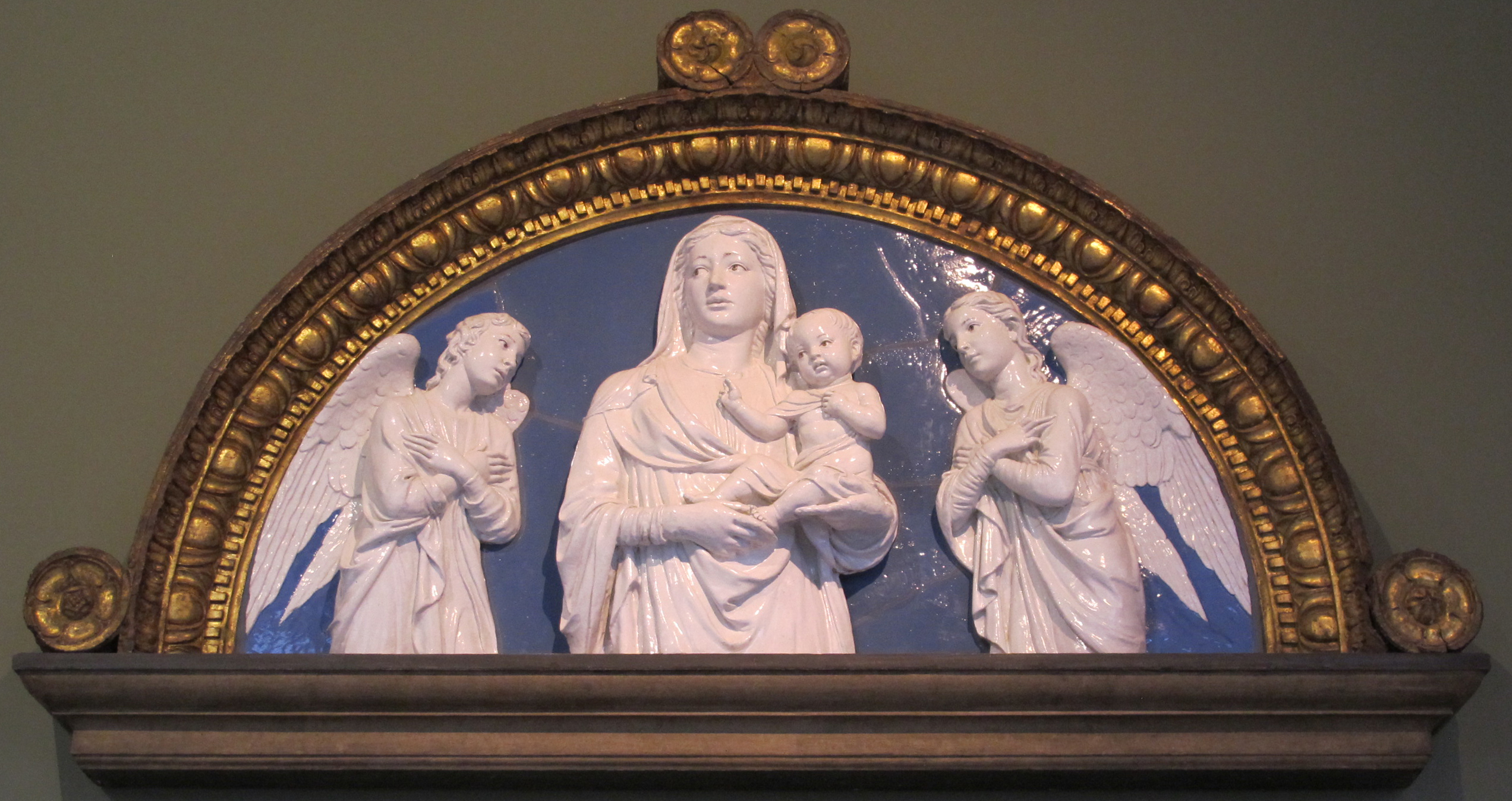
Мадонна с Младенцем и ангелами. Музей произведений искусства собора, Флоренция
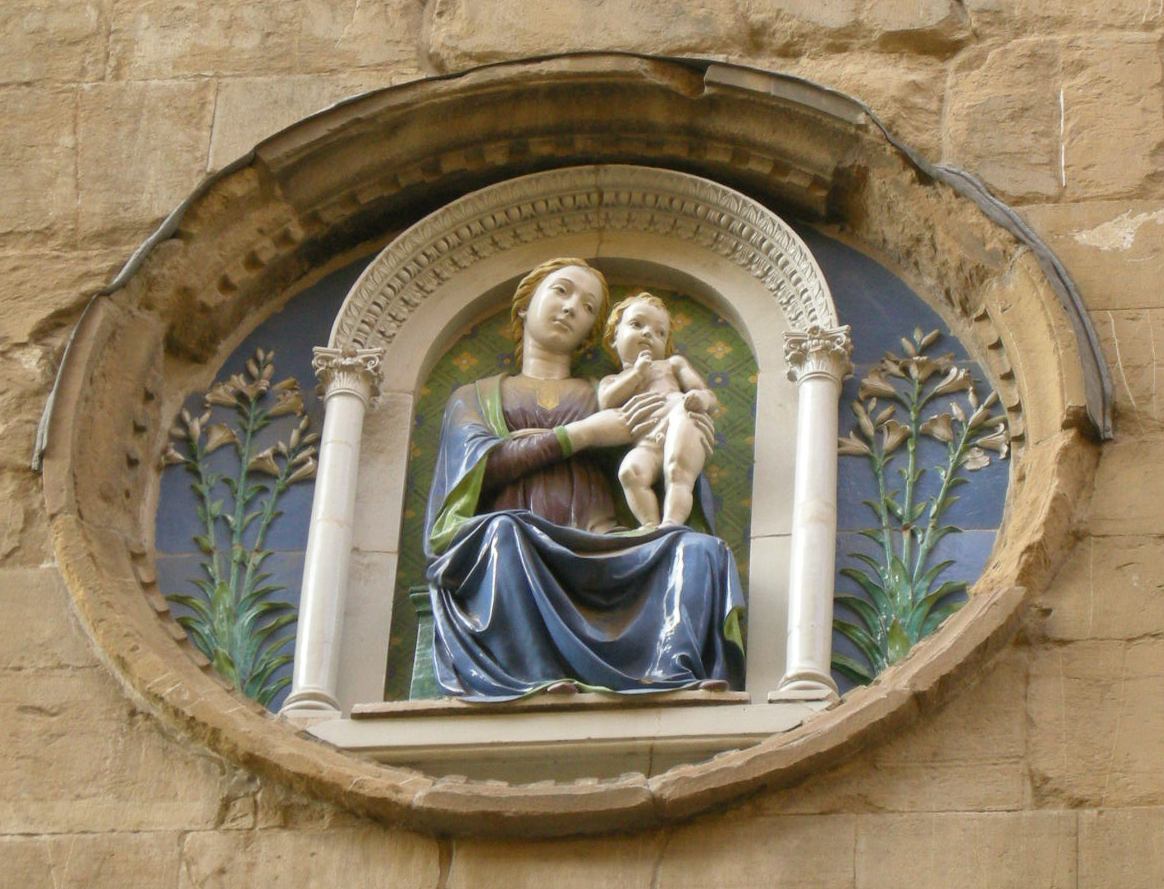
Мадонна с Младенцем. Тондо на фасаде здания Орсанмикеле. Флоренция
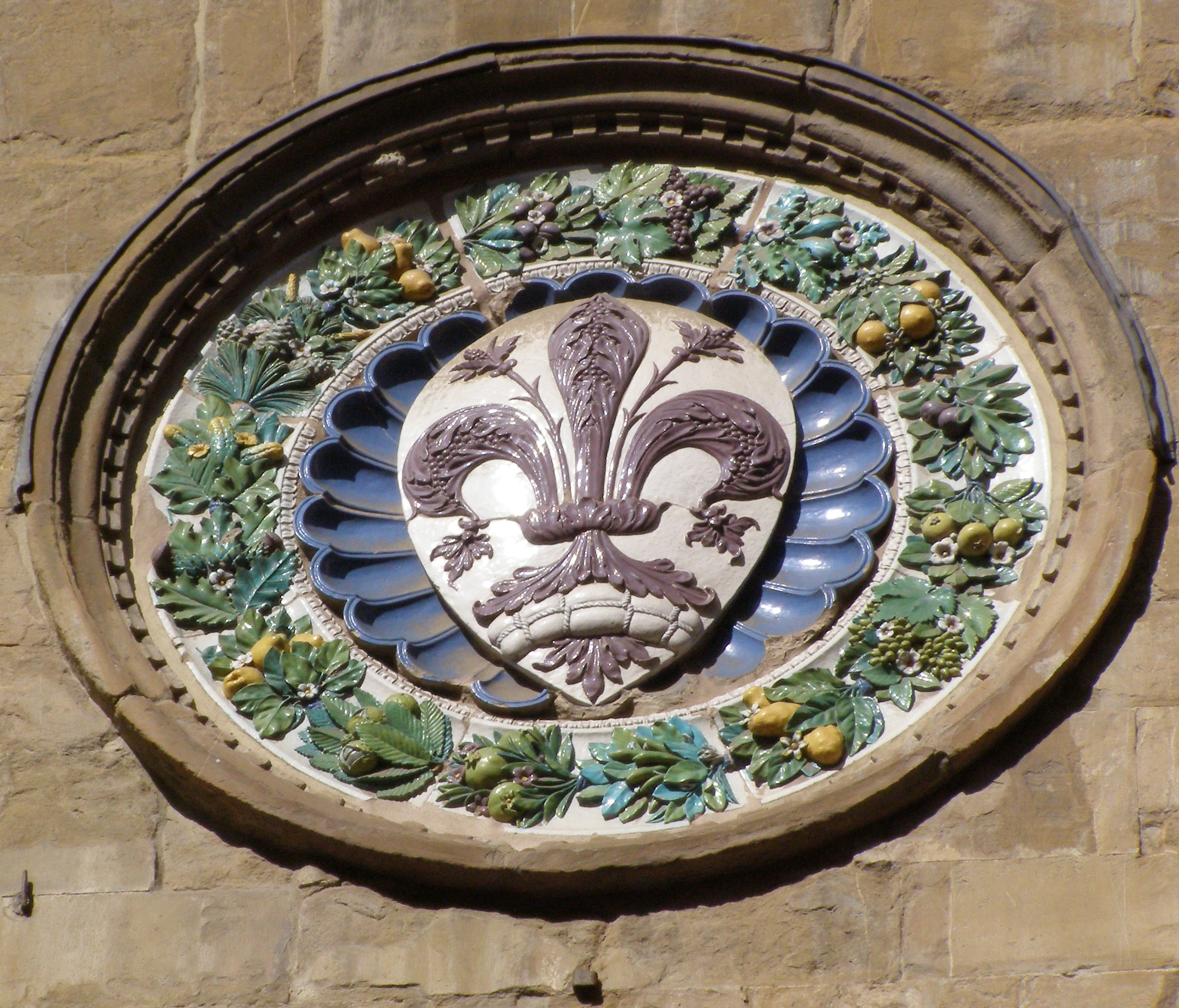
Эмблема Флоренции на фасаде здания Орсанмикеле
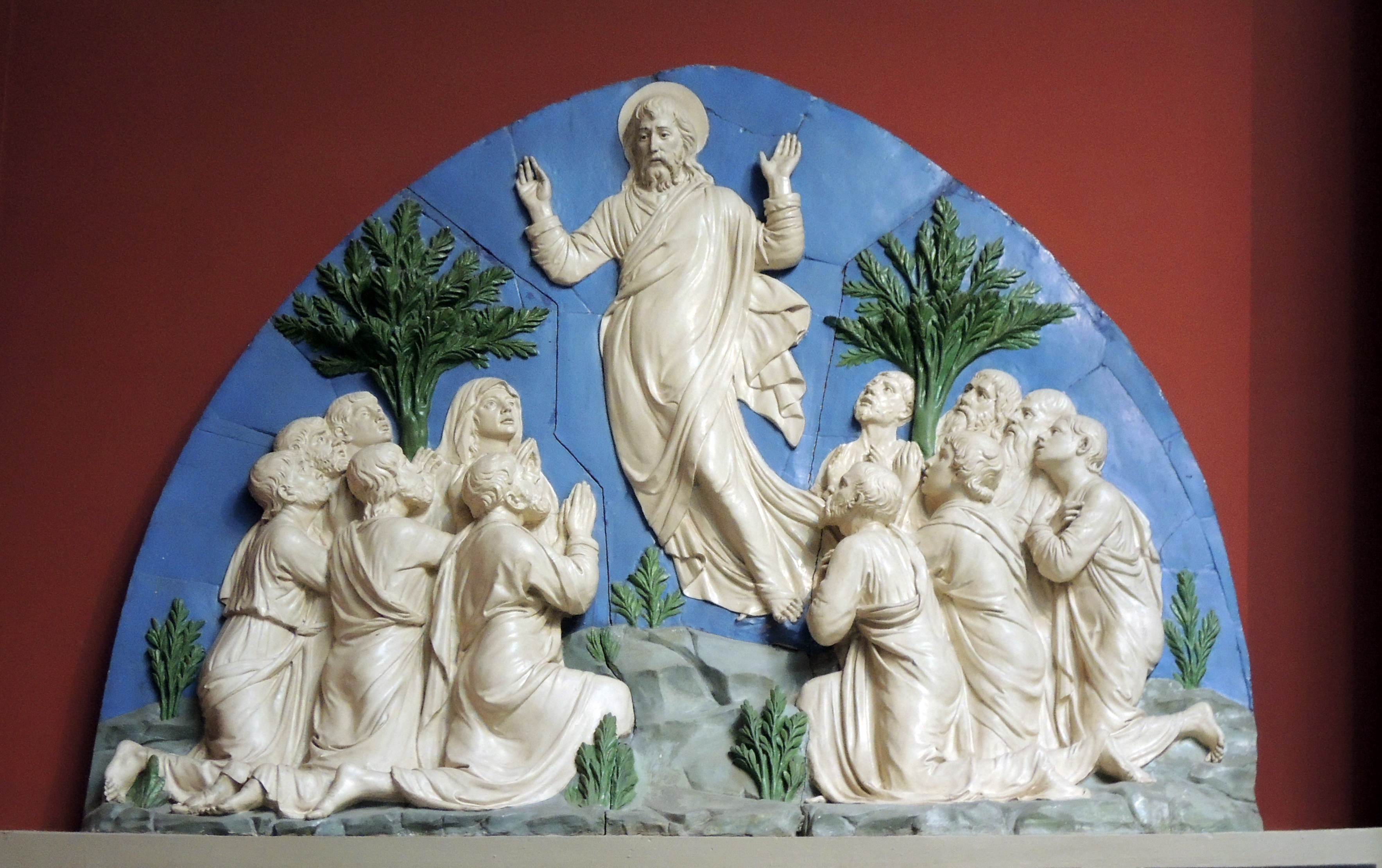
Вознесение Христа. Слепок рельефа люнета входа в Сакристию Флорентийского собора. Музей изобразительных искусств имени А. С. Пушкина, Москва
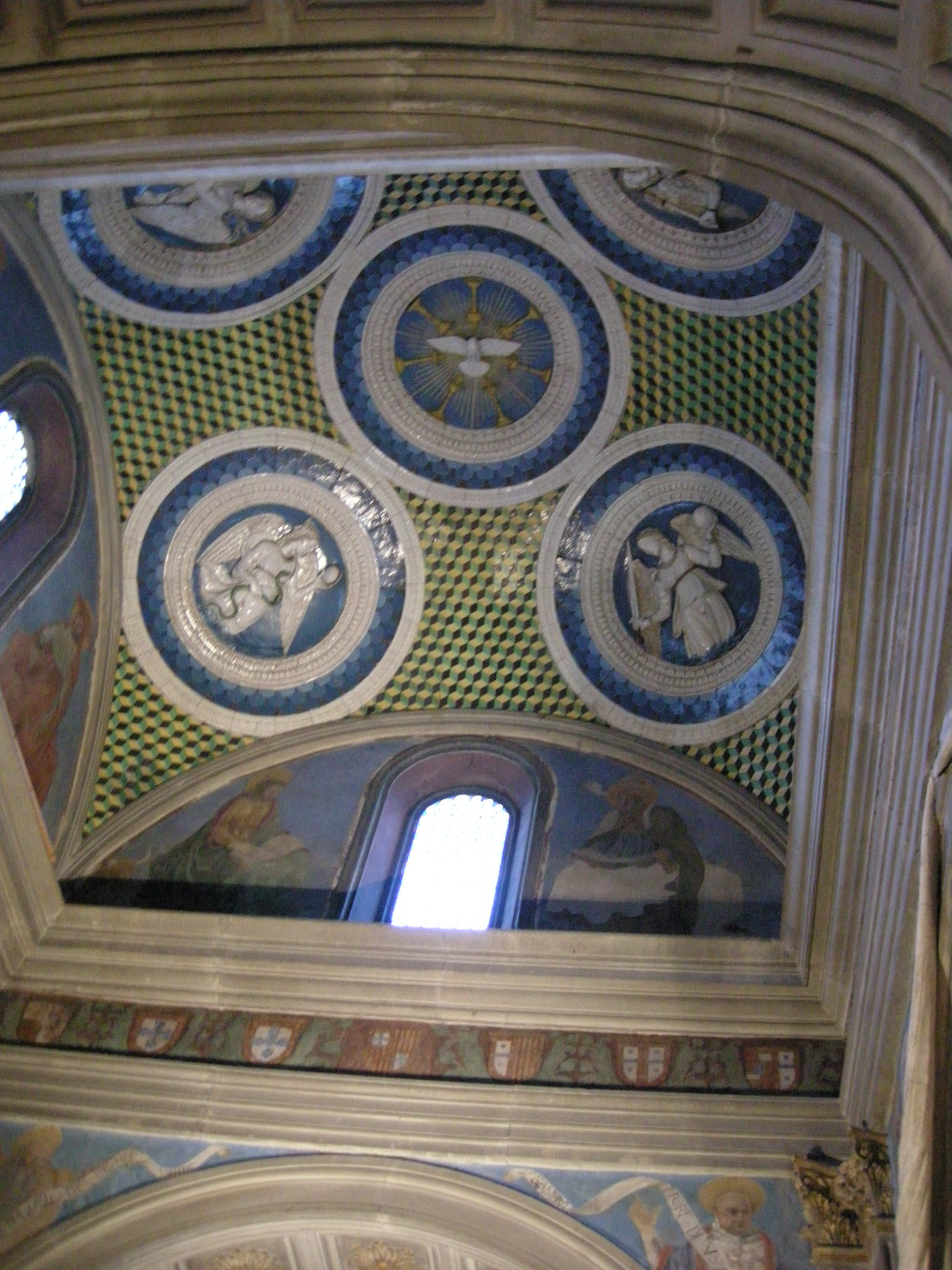
Майоликовый свод Капеллы кардинала Португальского. Церковь Сан-Миниато-аль-Монте, Флоренция
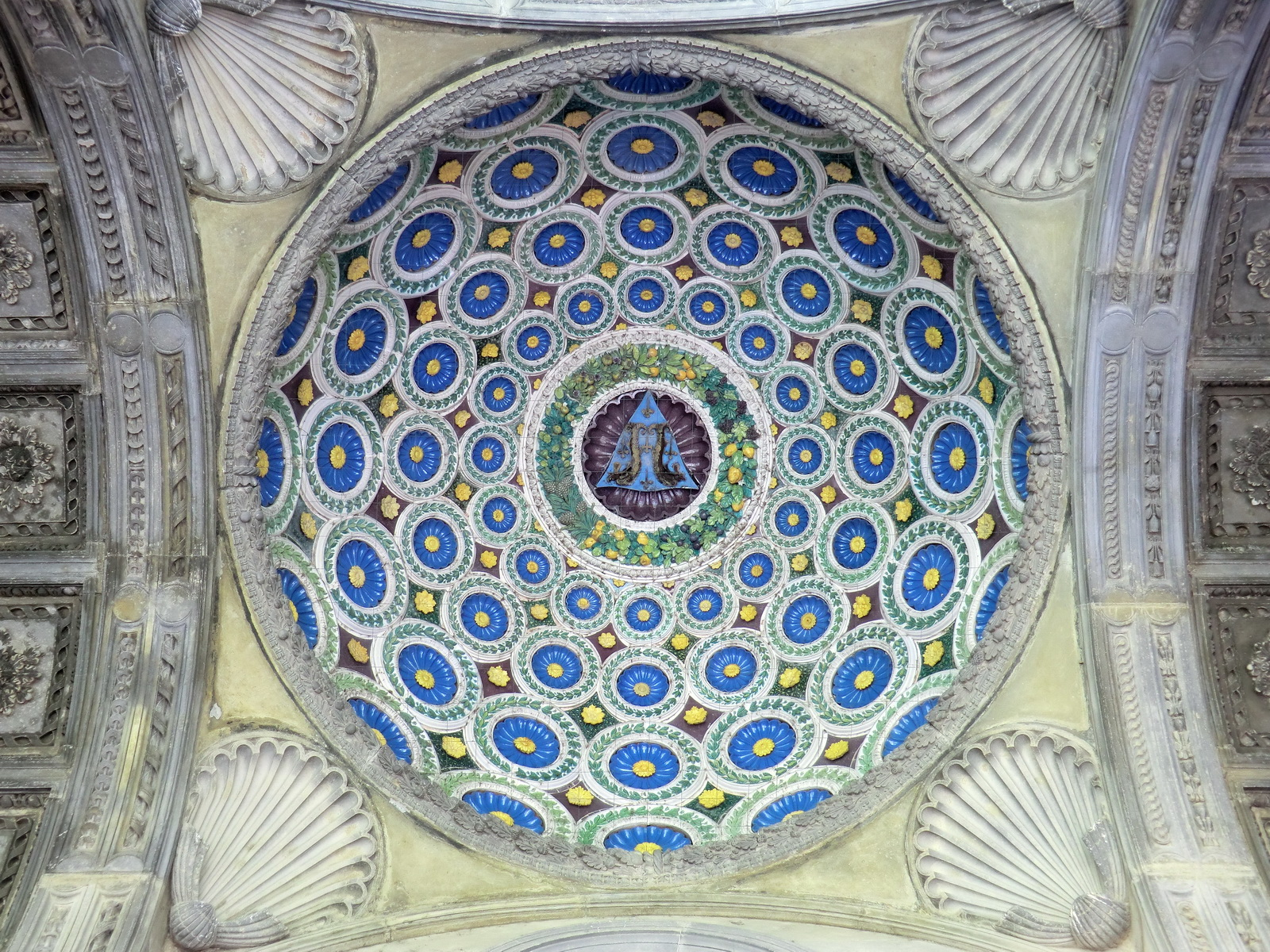
Купол портика Капеллы Пацци. 1461. Проект архитектора Ф. Брунеллески
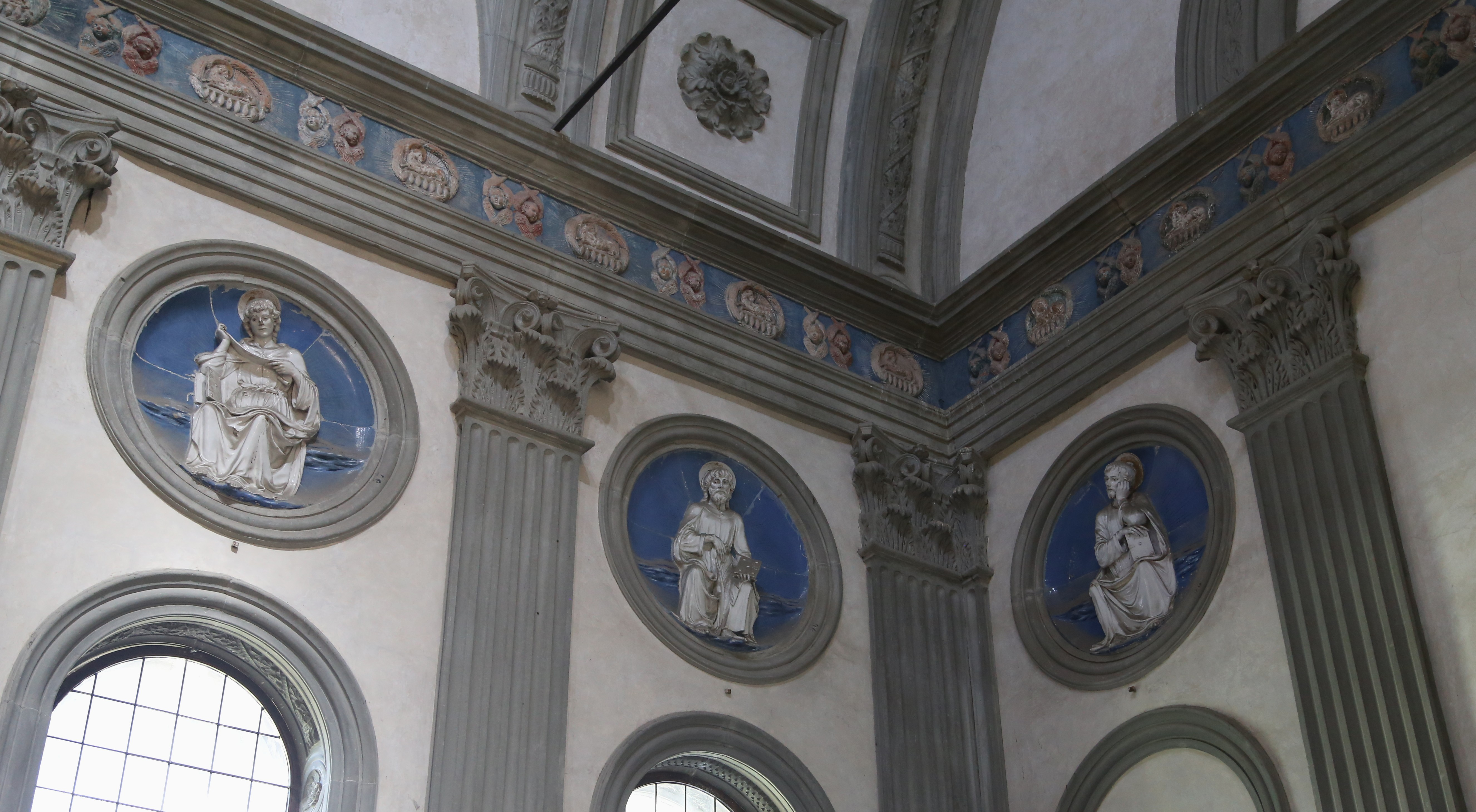
Капелла Пацци. Деталь интерьера
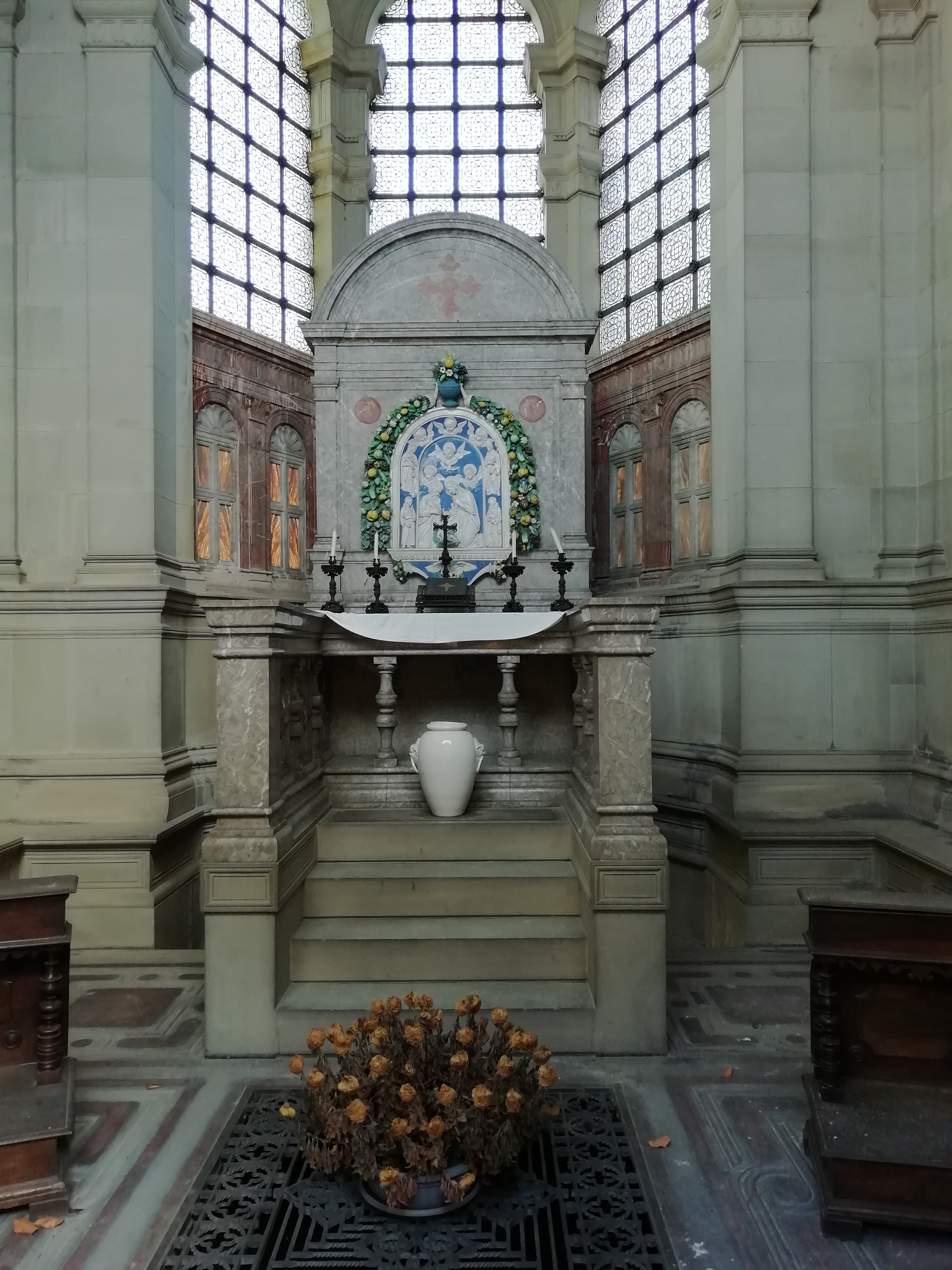
Алтарь Капеллы Талон. Чертоза ди Болонья